# South Bay Lakers 2019-2020
La stagione 2019-20 dei South Bay Lakers fu la 13ª nella NBA D-League per la franchigia.
I South Bay Lakers al momento dell'interruzione della stagione a causa della pandemia da COVID-19, erano quarti nella Pacific Division con un record di 19-25.

## Roster
| N° | Naz.                   | Ruolo | Sportivo             | Anno | Alt. | Peso |
| -- | ---------------------- | ----- | -------------------- | ---- | ---- | ---- |
| 0  | Stati Uniti (bandiera) | G     | Demetrius Jackson    | 1994 | 185  | 91   |
| 3  | Stati Uniti (bandiera) | A     | Earnest Ross         | 1991 | 198  | 103  |
| 5  | Stati Uniti (bandiera) | G     | Talen Horton-Tucker  | 2000 | 193  | 106  |
| 6  | Stati Uniti (bandiera) | G     | Gary Payton          | 1992 | 191  | 88   |
| 7  | Stati Uniti (bandiera) | G     | Wayne Selden         | 1994 | 193  | 105  |
| 9  | Australia (bandiera)   | G     | Matt Kenyon          | 1998 | 196  | 79   |
| 11 | Stati Uniti (bandiera) | G     | David Stockton       | 1991 | 180  | 75   |
| 12 | Stati Uniti (bandiera) | A     | Devontae Cacok       | 1996 | 2016 | 109  |
| 14 | Stati Uniti (bandiera) | G     | Marcus Allen         | 1994 | 191  | 86   |
| 15 | Stati Uniti (bandiera) | G     | Daishon Smith        | 1995 | 185  | 79   |
| 17 | Stati Uniti (bandiera) | A     | Jordan Caroline      | 1996 | 201  | 107  |
| 20 | Stati Uniti (bandiera) | G     | Andre Ingram         | 1985 | 191  | 88   |
| 21 | Stati Uniti (bandiera) | G     | Zach Norvell         | 1997 | 196  | 93   |
| 21 | Stati Uniti (bandiera) | A     | Tyler Roberson       | 1994 | 206  | 103  |
| 22 | Stati Uniti (bandiera) | G     | Javan Felix          | 1994 | 180  | 88   |
| 22 | Stati Uniti (bandiera) | G     | Nick Norton          | 1995 | 178  | 77   |
| 24 | Stati Uniti (bandiera) | A     | Travis Wear          | 1990 | 208  | 86   |
| 37 | Grecia (bandiera)      | C     | Kōstas Antetokounmpo | 1997 | 208  | 91   |
| 38 | Stati Uniti (bandiera) | A     | Reggie Hearn         | 1991 | 196  | 95   |
| 55 | Stati Uniti (bandiera) | G     | Pierre Jackson       | 1991 | 180  | 80   |

## Staff tecnico
- Allenatore: Coby Karl
- Vice-allenatori: Brian Walsh, Sean Nolen, Dane Johnson, Ernest Scott
- Preparatore atletico: Colin Diment
- Preparatore fisico: Misha Cavaye